# Likovni test Benderjeve
LIKOVNI TEST BENDERJEVE - GÖTTINGENŠKI OCENJEVALNI SISTEM (LB-G)

## Opis
Poseben ocenjevalni sistem testa LB, imenovan LB-G, so razvili avtorji H. Schlange, D. Stein, I. von Boeticher in S. Tanelli na psihosomatskem oddelku otroške univerzitetne klinike v Göttingenu. V Sloveniji sta test pripravili Marjeta Tuševljak in Živana Bele-Potočnik.. V Sloveniji LB-G test uporabljajo klinični psihologi saj je na Centru za psihodiagnostična sredstva zanj potrebno dodatno strokovno usposabljanje.

## Namen (uporabnost)
LB-G pomeni posebno obdelavo testa LB za diagnosticiranje možganskih okvar pri otrocih starih od 6 do 15 let. Je presejalni test in ne dopušča nobenih zaključkov niti o stopnji niti o lokalizaciji možganske okvare. Uporaben je na vseh področjih psihološkega dela z otroki - za delo v šolah, svetovalnicah, klinikah in bolnišnicah, dispanzerjih, centrih za socialno delo in drugod.
Preizkus izvajamo individualno.Otroku povemo, da bo risal. Damo mu brezčrten lista papirja A4, svinčnik 2B in mu drugo za drugo kažemo predloge, ki jih vse prerisuje na en list. Risbe vrednotimo po navodilih. Največ je možnih 42 napak in vsaka napaka šteje 1 točko. Pomagamo si s šablonami.
Dobljene točkovne vrednosti so rezultat tistih napak, ki otroke z vedenjskimi motnjami ločijo na tiste z možganskimi okvarami in na tiste brez njih. Vsak testni rezultat, ki nakazuje verjetnost možganske okvare otroka, naj bi bil povod za natančnejšo medicinsko diagnostiko.

## Trajanje
Čas prerisovanja likov traja od 6 do 15 minut, čas vrednotenja izdelka pa 15 do 20 minut.

## Merske karakteristike
Objektivnost je bila v Nemčiji preizkušena tako, da je bilo slučajno izbranih 20 protokolov LB-G. Neodvisno so jih po opisanih kriterijih ocenili štirje ocenjevalci, ki pri razvijanju ocenjevalnega sistema niso sodelovali. Objektivnost, določena po programu analize variance (0,967).
Notranja konsistentnost (za postavko so vzeli 42 določenih napak) računana s Kuder-Richardsonovo formulo je 0,96 (nemški podatki).

### Veljavnost
Prikazani so biserialni validacijski koeficienti normaliziranih T-vrednosti za kriterij BMO (skupina brez možganskih okvar) proti SMO+MO (skupina s sumom na možganske okvare in skupina z ugotovljenimi možganskimi okvarami) za različne starosti. Ti so od 0,72 do 0,88.

### Norme
Dane so normativne vrednosti v obliki centilov za tri diagnostične skupine: otroci z možgansko okvaro, sum na možgansko okvaro in otroci brez možganske okvare, ločene po polletnih starostnih intervalih.
Podane so tudi T-vrednosti za skupino sestavljeno iz vseh treh skupin (možganske okvare, sum na možganske okvare, brez možganske okvare) ločene po starosti od 6 do 15 let. Za to starostno obdobje so podane tudi kritične surove vrednosti.